# Биосферный резерват майя
Биосферный резерват майя (исп. Reserva de la biosfera maya) — заповедник в Гватемале. Занимает площадь 21 602 км². Создан в 1990 году.

## Флора и фауна
Фауна парка очень богата: ягуары, пумы, оцелоты, маргаи, тапиры, крокодилы и многие другие животные. Резерват также богат флорой: сейбы, Cupressus lusitanica и др.

## Археология
В биосферном резервате майя есть руины древних городов майя, например Тикаль (180 000 посетителей в год). На месте других городов ведутся раскопки.
1 февраля 2018 года археологи с помощью лидара обнаружили в резервате руины более 60 тысяч построек цивилизации майя.

## Сохранность и угрозы
Основными угрозами являются вырубка лесов, браконьерство и расхищение археологических ценностей. Площадь лесов заповедника с 1990 года уменьшилась на 13 %.